# Marco Cornez
Marco Antonio Cornez (Valparaíso, 15 oktober 1957 – 21 mei 2022) was een voetballer uit Chili, die speelde als doelman.

## Clubcarrière
Cornez speelde vijftien seizoenen clubvoetbal in Chili. Met Universidad Católica werd hij tweemaal landskampioen. Hij besloot zijn carrière in 1996 bij Municipal Iquique.

## Interlandcarrière
Cornez speelde 22 officiële interlands voor het Chileens voetbalelftal in de periode 1983-1995. Hij maakte zijn debuut in de vriendschappelijke uitwedstrijd tegen Bolivia (1-2) op 19 juli 1983. Cornez nam met Chili deel aan het WK voetbal 1982 in Spanje, waar hij niet in actie kwam. Mario Osbén stond in alle (drie) groepswedstrijden tussen de palen. Cornez maakte daarnaast deel uit van de Chileense selectie bij vijf edities van de strijd om de Copa América: 1983, 1987, 1989, 1991 en 1995.

## Erelijst
Universidad Católica
- Primera División

1984, 1987